# Моррис, Джек
Джон Скот «Джек» Моррис (англ. John Scott "Jack" Morris, род. 16 мая 1955 года) — американский профессиональный бейсболист, выступавший в Главной лиге бейсбола с 1977 по 1994 год на позиции стартового питчера. В МЛБ Моррис выступал за «Детройт Тайгерс», «Миннесота Твинс», «Торонто Блю Джейс» и «Кливленд Индианс». Моррис является пятикратным участником матчей всех звёзд МЛБ, четырёхкратным победителем Мировой серии (в 1984 за «Тайгерс», в 1991 за «Твинс» и в 1992—1993 годах за «Блю Джейс»). В 1980-х годах Джек Моррис был одним из лучших питчеров лиги и в это десятилетие является лидером МЛБ по количеству проведённых игр в стартовом составе, отыгранных иннингов и выигранных матчей. Однако в то же время он пропустил больше всех хитов, очков и хоум-ранов.
По окончании игровой карьеры Моррис работал комментатором клуба «Детройт Тайгерс» на канале Fox Sports Detroit, а позже телевизионным аналитиком на Fox Sports One.

## Выборы в Бейсбольный зал славы
В 2000 году Моррис получил возможность избираться в Национальный бейсбольный зал славы. С 2000 по 2003 год он ни разу не получал более 30 % голосов и лишь в 2004 году получил 40 %. В 2010 году он получил 52,3 % голосов, в 2012 — 67 %, а в 2013 — 67,7 %. 8 января 2014 года, в последний год, когда он мог быть выбранным в Зал славы, он получил всего 61,5 % голосов и теперь может попасть в Зал славы только через Ветеранский комитет.